# DEEP 〜brand new story〜
DEEP 〜brand new story〜（ディープ・ブランド・ニュー・ストーリー）は、DEEPのアルバムである。2010年3月3日発売。

## 概要
- DEEP名義に改名後初のアルバム。
- 「CD+DVD」「CDのみ」の形態で発売し、ジャケットも異なる。

## 収録曲

### CD/DISC-1
1. INTERLUDE〜brand new story〜
（作詞・作曲：STY）
2. HIGHER
（作詞：lil'showy　作曲：STY）
3. Endless road
（作詞：DEEP　作曲・編曲：Daisuke"D.I"Imai）
DEEP名義での初のシングル。
「CHINTAI」CMソング
4. North Star
（作詞・作曲：lil'showy）
DEEP名義での初のシングルのカップリング。
WOWOWドラマ『隠蔽指令』主題歌
5. 『サヨナラ』
（作詞：YUICHIRO 作曲：Masaaki Asada）
6. Everyday
（作詞・作曲：HIRO(Digz.inc)）
このアルバムでの最後のレコーディング曲[1]。
7. Chocolate
（作詞：小竹正人　作曲：YUUKI(Digz.inc)）
DEEP名義での2ndシングルのカップリング。
TBS系『ざっくりマンデー!!』2・3月エンディングテーマ
8. 希望の桜
（作詞：Shogo Kashida　作曲：Luz）
9. Echo〜優しい声〜
（作詞：Kenn Kato　作曲：藤本和則,羽山匠）
DEEP名義での2ndシングル。
『CHINTAI』CMソング
10. WANNA DO
（作詞・作曲：STY）
11. I Love You So
（作詞：Yoko Hiji　作曲・編曲：JIN）
DEEP名義での初のシングルのカップリング。
12. 君だけに…
（作詞：小田桐ゆうき　作曲：小田桐ゆうき）
13. Last Song〜君のいない永遠〜
（作詞：Safari Natsukawa　作曲：DEEP, Hitoshi Harukawa）
14. SORA (LIVE) (Bonus track)
（作詞：RYO, Seiji Omote　作曲：Seiji Omote）
ボーナストラック。後に発売された『milestone/SORA〜この声が届くまで〜』に、SORA〜この声が届くまで〜として収録された。

### DVD/DISC-2
1. Endless road -video clip-
2. Echo〜優しい声〜 -video clip-
3. Special Document Movie -Recording & Live Document-